# Глем-рок
Глем-рок (Glam rock, також іноді glitter rock, від англ. glamour — чарівність, блиск, розкіш) — явище в рок-музичній культурі, яке характеризується особливо розкішним і блискучим оформленням рок-концертів, яскравістю, екзотичними костюмами, рясним використанням макіяжу тощо. У музичному відношенні глем-рок неоднорідний — сполучає рок-н-рол, хард-рок та метал, артрок й естраду.

## Історія
Напрямок виник у Великій Британії на початку 1970-х років і мав значну популярність упродовж десятиліття. Традиційно точкою відліку глем-року вважають вихід 6 червня 1972 року альбому Девіда Боуї The Rise and Fall of Ziggy Stardust and the Spiders from Mars.
Пишнота стала неодмінною рисою року ще від початків психоделічного року. Навіть серйозні рок-музиканти йшли за цією тенденцією, наприклад Рік Вейкман одягав на концерти довгі шати, прикрашені тисячами срібних блискіток. Прагнення зорового чарування стало невіддільною ціллю рок-концертів, яка була пізніше перервана естетикою панків.
Гламурний глем-рок став напрямком, у якому прагнення зорового очарування стало навіть важливішим за музичний зміст. Засоби досягнення цієї мети були часто псевдоартистичними або цілковито кічовими — дивакувате вбрання і макіяж, виразна театральність.
Окрім Девіда Боуї, піонерами глем-року вважають британський гурт «T. Rex», а також таких музикантів, як Jobriath i Гарі Гліттер. До ґрона музикантів, пов'язаних із глем-роком, можна додати також гурт «Queen». Проста музика, що спирається на чотирьохтактові рок-н-рольні схеми, компенсувалася технічною майстерністю, а виступи сягали великих розмірів театральної вистави.
У деяких джерелах глем-рок розглядають як суто британське явище, тоді як його американський різновид називають hair metal. Обидва ці явища близько пов'язані зі стадіонним роком. Зараз[коли?] набирає силу японська течія під назвою Visual Kei, а на українських теренах стиль виник та популяризований ВІА, утім мав і «не попсових» представників; найстарішим глем-метал гуртом є «Гуцули», які 1987 року відзняли фільм та до сьогодні виступають у яскравих строях.